# Liste der Monuments historiques in Sarrewerden
Die Liste der Monuments historiques in Sarrewerden führt die Monuments historiques in der französischen Gemeinde Sarrewerden auf.

## Liste der Bauwerke
| Bezeichnung          | Beschreibung                                               | Standort                                     | Kennzeichnung | Schutzstatus   | Datum     | Bild           |
| -------------------- | ---------------------------------------------------------- | -------------------------------------------- | ------------- | -------------- | --------- | -------------- |
| Napoleonsbank        | Ruhebank; Sandstein, 1854; zwischen 2011 und 2013 entfernt | westlich von Sarrewerden an der D 96 (Lage)  | PA00084944    | Inscrit        | 1988      |                |
| Wohnhaus             | Massivbau mit Erker, 1602                                  | Sarrewerden, 7 rue des Tanneurs (Lage)       | PA00084946    | Inscrit        | 1934      | weitere Bilder |
| Wohnhaus             | Portal bezeichnet 1603                                     | Sarrewerden, 10 rue des Tanneurs (Lage)      | PA00084947    | Inscrit        | 1934      | weitere Bilder |
| Hôtel de Ville       | ehemaliges katholisches Pfarrhaus; Portal bezeichnet 1575  | Sarrewerden, 4 rue des Tanneurs (Lage)       | PA00084949    | Inscrit        | 1934      | weitere Bilder |
| Kirche St-Barthélémy | ehemals St-Blaise; Chor um 1480, Schiff wenig später       | Sarrewerden, rue des Comtes-de-Nassau (Lage) | PA00084945    | Classé Inscrit | 1900 1934 | weitere Bilder |
| Wohnhaus             | Portal bezeichnet 1623                                     | Sarrewerden, 22 rue des Tanneurs (Lage)      | PA00084948    | Inscrit        | 1934      |                |

## Liste der Objekte
| Bezeichnung                | Beschreibung                                        | Standort                                                    | Kennzeichnung | Schutzstatus   | Datum     | Bild           |
| -------------------------- | --------------------------------------------------- | ----------------------------------------------------------- | ------------- | -------------- | --------- | -------------- |
| Orgel                      | Ensemble aus PM67001084 und PM67000655              | Bischtroff-sur-Sarre, in der protestantischen Kirche (Lage) | PM67001083    | Inscrit Classé | 1982 1983 |                |
| Orgelprospekt              | 1843 von Jean-Frédéric Verschneider gebaut          | Bischtroff-sur-Sarre, in der protestantischen Kirche (Lage) | PM67001084    | Inscrit        | 1982      |                |
| Instrumentalteil der Orgel | 1843 von Jean-Frédéric Verschneider gebaut          | Bischtroff-sur-Sarre, in der protestantischen Kirche (Lage) | PM67000655    | Classé         | 1983      |                |
| Glocke                     | Bronze, 1778 gegossen                               | Bischtroff-sur-Sarre, in der protestantischen Kirche (Lage) | PM67001359    | Inscrit        | 1999      |                |
| Skulptur Madonna mit Kind  | Holz, farbig gefasst und vergoldet, 16. Jahrhundert | Sarrewerden, in der Kirche St-Barthélémy (Lage)             | PM67000269    | Classé         | 1975      | weitere Bilder |